# Sagrada Esperança
Sagrada Esperança – angolski klub piłkarski z siedzibą w mieście Dundo. Zespół jest 2 raz został mistrzem Angoli.

## Sukcesy
- Mistrzostwo Angoli: 2005, 2021[2]
- Puchar Angoli: 1988

## Reprezentanci krajów w barwach klubu
- Dias Caires

## Stadion
Klub rozgrywa swoje mecze na Estádio Quintalão, który pomieścić może 3 000 widzów.